# Dysfunction
Dysfunction (рус. Дисфункция) — второй студийный альбом американской альтернативной метал группы Staind, выпущенный 13 апреля 1999 года на лейбле Flip/Elektra. Также это первый релиз выпущенный на лейбле (предыдущий релиз был выпущен самостоятельно участниками группы). Песни «Suffocate», «Just Go», «Mudshovel» и «Home» были выпущены в виде синглов. Песня «Mudshovel» была взята из предыдущего альбома группы, хоть в несколько изменённой версии и с другим названием (другая версия песни — «Mudshuvel»). Третий по счёту сингл группы попал в чарт Mainstream Rock под номером 10. В 2000-м году альбом получил «платиновый» статус по версии RIAA, а в 2004-м присуждён 2-кратно «платиной» по той же версии.

## Об альбоме
Staind самостоятельно выпустила свой дебютный альбом Tormented в 1996 году. 23 октября 1997 года группа познакомился с вокалистом из Limp Bizkit Фредом Дёрстом в театре Webster в городе Хартфорд, штат Коннектикут. Staind показали Дёрсту экземпляр Tormented, и Дёрст был потрясён обложкой альбома, на которой была изображена окровавленная кукла Барби на распятии с гвоздями, свисающими с пластиковой рамы, похороненный человек с чётками, торчащими из носа человека, и нож, пронзающий Библию. Дёрст предположил, что группа была теистическими сатанистами.
Несмотря на первоначальную попытку удалить Staind с открытия Limp Bizkit из-за обложки альбома Tormented, Фред Дёрст был впечатлён выступлением группы и потом передумал. Услышав их демо-версию из четырёх песен, Дёрст подписал контракт с Staind на Flip Records/Elektra для записи нового альбома группы — Dysfunction. Затем Дёрст и Staind отправились в Джексонвилл, штат Флорида, чтобы начать разработку и запись новых песен, а после встречи с представителями лейбла Flip Records группа записал трехдорожечный сэмплер в Лос-Анджелесе, штат Калифорния. К февралю 1998 года они приобрели контракт на запись и, после выступления в летнем фестивале Warped Tour, начали записывать Dysfunction в декабре 1998 года. Альбом был записан в студии Litho и сведена в студии X в Сиэтле, штат Вашингтон. Дёрст представил группу продюсеру Терри Дейту. Дейт сказал, что, услышав певческий голос вокалиста группы Аарона Льюиса, он сразу же подумал, что «голос Льюиса был довольно бесспорным». В то время как Дёрст сделал большую часть подготовительной работы Dysfunction, Дейт сказал, что его единственная задача состояла в том, чтобы запечатлеть взрывное живое чувство группы и помочь выявить как их мелодичные, так и жёсткие чувства". После работы с Дёрстом в Джексонвилле Staind вернулись в свой родной город Спрингфилд, штат Массачусетс, чтобы написать такие песни, как «Me», «Just Go», «Home» и некоторые другие песни из Dysfunction.

## Музыка и тексты песен
Вокалист Staind Аарон Льюис заявил, что, по его мнению, «альбом Dysfunction был огромным шагом вперёд от Tormented — предыдущего релиза группы». Гитарист Майк Машок выразил разочарование тем, что персонал лейбла никоим образом не вмешивался в производство Dysfunction, но после того, как было продано более миллиона копий альбома, группа неотступно беспокоилась при производстве будущих альбомов. Записанный в жанрах ню- и альтернативный металы, Dysfunction известна тем, что включает в себя как чистое пение, так и скриминг. Альбом также известен своими песнями с медленными партами, которые затем превращаются в агрессивные с криками. Тексты песен альбома отличаются либо пропитанные злостью, либо депрессией. Гил Кауфман из MTV написал, что альбом «не разделяет тяжёлого хип-хоп влияния новых приятелей группы. Агрессивный звук Staind смешивает индустриальный хруст инструмента с угрюмым, хард-роком сиэтлских гранж-рокеров Alice in Chains». CMJ New Music Report сравнил Dysfunction с Adrenaline группы Deftones, с группой Spineshank, с альбомом Pacifier группы Nothingface, с группой Coal Chamber и «моментами без хип-хопа Korn». Льюис сказал о лирике Дисфункции: «Все тексты обо мне», — сказал Льюис. — Вот почему это называется Dysfunction. Это просто список всего того дерьма, через которое я прошел в жизни." Хотя в некоторых песнях Dysfunction присутствует некоторый крик, альбом содержит меньше криков, чем Tormented, и гораздо более мелодичен, чем Tormented. Дерст призвал Льюиса использовать больше мелодичности в своем голосе после того, как был впечатлен певческим голосом Льюиса. Описав Tormented как «один долгий порыв хардкорной братской ярости, крик человека со скоростью 900 миль в час, бьющегося головой о стену в отчаянии», Томми Удо написал в своей книге Brave Nu World: «Дисфункция 1999 года-это звук группы, пытающейся справиться со всем гневом и сформировать что-то еще, что выйдет за пределы жесткого ядра преданных; не „распродажа“ или „коммерциализация“, а просто сделать его терпимым».
В лимитированном издании альбома присутствует бонус-трек который исполнили Staind, Фред Дёрст и DJ Lethal — кавер-версия песни «Bring the Noise» американской рэп-группы Public Enemy. Этот трек также вошёл в рэп-рок компиляцию каверов на известные хип-хоп песни Take a Bite Outta Rhyme: A Rock Tribute to Rap.

## Гастроли и живые выступления
Staind вместе с Kid Rock выступали весной на Family Values Tour в 1999 году совместно с различными рэп- и нью-метал исполнителями. Также группа исполняла песню «Outside» вместе с Фредом Дёрстом. На выступлении MTV Unplugged группа исполняла акустические версии таких песен, как: «Home», «Me» и «Excess Baggage».

## Список композиций
Все тексты написаны Аароном Льюисом, кроме 10 трека - Chuck D, Vietnam и Хэнк Шокли, вся музыка написана Staind.
| №                   | Название                                                                              | Длительность |
| ------------------- | ------------------------------------------------------------------------------------- | ------------ |
| 1.                  | «Suffocate»                                                                           | 3:16         |
| 2.                  | «Just Go»                                                                             | 4:50         |
| 3.                  | «Me»                                                                                  | 4:36         |
| 4.                  | «Raw»                                                                                 | 4:10         |
| 5.                  | «Mudshovel»                                                                           | 4:41         |
| 6.                  | «Home»                                                                                | 4:04         |
| 7.                  | «A Flat»                                                                              | 4:59         |
| 8.                  | «Crawl»                                                                               | 4:30         |
| 9.                  | «Spleen» (включает в себя скрытый трек «Excess Baggage», который начинается на 16:20) | 21:02        |
| Общая длительность: | Общая длительность:                                                                   | 56:08        |

| №                   | Название                            | Длительность |
| ------------------- | ----------------------------------- | ------------ |
| 10.                 | «Bring the Noise» (уч. Limp Bizkit) | 3:52         |
| Общая длительность: | Общая длительность:                 | 60:00        |

- Примечание: песни, которые выделены курсивом, являются синглами.

## Участники записи
Staind
- Аарон Льюис — вокал, акустическая гитара («Excess Baggage»)
- Майк Машок — гитара
- Джонни Эйприл — бэк-вокал, бас-гитара
- Джон Вайсоки — барабаны

Производственный персонал
- Фред Дёрст — вокал («Bring the Noise»), сопродюсер
- DJ Lethal — диджеинг («Bring the Noise»)
- Terry Date — продюсер, аудиоинженер, микширование
- Грегори Берк — художник, дизайнер, арт-концепт
- Джон Бертон — помощник сведения
- Роджер Лиан — мастеринг
- Джордан Шур — исполнительный продюсер
- Хоуи Вайнберг — мастеринг
- Ульрих Уайлд — аудиоинженер

## Чарты
Альбом — Billboard (Северная Америка)
| Год  | Чарт              | Позиция |
| ---- | ----------------- | ------- |
| 1999 | Top Heatseekers   | 1       |
| 1999 | The Billboard 200 | 74      |